# Seimeira de Vilagocende
La Seimeira de Vilagocende és una cascada situada en plena muntanya de la província de Lugo, concretament a Vilagocende, a la parròquia de San Martín de Suarna, al municipi d'A Fonsagrada. Seimeira és un terme local que serveix per designar les cascades en aquesta zona.
Es tracta d'una de les cascades de major caiguda de Galícia, uns 50 metres. Es troba al curs fel riu Porteliña, que desemboca al riu Lamas i aquest al Navia. Es troba en una petita vall d'important valor ecològic i paisatgístic.
El lloc està habilitat per a les visites, amb un petit pont que permet arribar a la base de la cascada. A més, a la part superior hi ha un mirador des del qual s'observa la caiguda d'aigua. Hi ha una ruta de senderisme que passa per la zona.